# كارل ليش
كارل ليش (بالألمانية: Karl Lisch)‏ (24 يوليو 1907 – 5 فبراير 1999، تيرول) طبيب عيون نمساوي. والذي عرّف عقيدة ليش في عام 1937.

## سيرة شخصية
درس كارل الطب في فيينا وزيورخ وإنسبروك، وتخرج في عام 1931. عمل في عيادات العيون الجامعية في فيينا وإنسبروك وميونخ، حصل على لقب كبير المستشارين في الشؤون الطبية من رئيس النمسا في عام 1989، وميدالية الشرف من الجمعية الأمريكية للورم العصبي الليفي في عام 1992، وشرف الدرجة الأولى للعلوم والفنون من الوزارة النمساوية.

## روابط خارجية
Karl Lisch على قاموس من سمى هذا؟